# آرمی فوئنتس
آرمی فوئنتس (اسپانیایی: Aremi Fuentes‎؛ زادهٔ ۲۳ مهٔ ۱۹۹۳) وزنه‌بردار زن اهل مکزیک است.
وی در مسابقات کشوری و بین‌المللی در مجموع برندهٔ ۱ مدال نقره، ۱ مدال برنز شده‌است.